# Staurois guttatus
Espèce
Synonymes
- Ixalus guttatus Günther, 1858

Staurois guttatus est une espèce d'amphibiens de la famille des Ranidae.

## Répartition
Cette espèce est endémique de l'île de Bornéo. Elle se rencontre :
- en Malaisie orientale dans les États du Sarawak et du Sabah ;
- en Indonésie au Kalimantan ;
- au Brunei.

## Publication originale
- Günther, 1858 : Catalogue of the Batrachia Salientia in the collection of the British Museum (texte intégral).